# Аппер, Бенжамен Николя Мари
Бенжамен Николя Мари Аппер (фр. Benjamin Nicolas Marie Appert; 1797–1847) — известный французский филантроп, писатель и публицист.

## Биография
Бенжамен Николя Мари Аппер родился в столице Франции городе Париже 10 сентября 1797 года.
Получил воспитание в Императорском рисовальном училище. Начиная с 1816 года Аппер посвятил себя введению методов взаимного обучения; первые попытки были им сделаны в Северном департаменте, затем, очень успешно, — при больничных и полковых школах.
В 1818 году Аппера вызвали в Париж и поручили устроить «Нормальную школу для офицеров и унтер-офицеров». В 1820 году он устроил школу в военной тюрьме в Монтегю и преподавал в ней бесплатно до 1822 года, когда был обвинен за содействие побегу двух заключенных по процессу Сомюра. По приговору суда был посажен в тюрьму Ла-Форс.
После освобождения в 1825 году Аппер отправился путешествовать по Франции с целью осмотреть тюрьмы, школы и другие благотворительные учреждения. В это время он основал «Journal des prisons», (1826—1830).
В 1846 году Аппер отправился за границу, где осматривал бельгийские тюрьмы и в 1847 году — прусские. После Февральской революции во Франции он с тою же целью был в Саксонии, Баварии и Австрии. О своих наблюдениях Аппер написал и опубликовал ряд трудов. В своих сочинениях Аппер очень резко выступал против содержания заключённых в одиночных камерах.
Бенжамен Николя Мари Аппер скоропостижно скончался в 1847 году.
Его заслуги перед отечеством были отмечены орденом Почётного легиона.